# Roncus birsteini
Espèce
Roncus birsteini est une espèce de pseudoscorpions de la famille des Neobisiidae.

## Distribution
Cette espèce est endémique de Abkhazie en Géorgie. Elle se rencontre sur le mont Khipsta dans la grotte Snezhnaya.

## Description
Le mâle holotype mesure 3,06 mm.

## Étymologie
Cette espèce est nommée en l'honneur de Yakov Avadievich Birstein.

## Publication originale
- Krumpál, 1986 : Pseudoscorpione (Arachnida) aus Höhlen der UdSSR. Über Pseudoscorpioniden-Fauna der UdSSR V. Biologia (Bratislava), vol. 41, no 2, p. 163-172.